# Марна
Марна (фр. Marne) — департамент на північному сході Франції, один з департаментів регіону Гранд-Ест. Порядковий номер 51. Адміністративний центр — Шалон-ан-Шампань. Населення 565,2 тис. чоловік (38-е місце серед департаментів, дані 1999 р.).

## Географія
Площа території 8 162 км². Через департамент протікають річки Марна і Веля.
Департамент включає 5 округів, 44 кантони і 619 комун.

## Історія
Марна — один з перших 83 департаментів, утворених під час Великої французької революції в березні 1790 р. Виник на території колишньої провінції Шампань. Назва походить від річки Марна. Адміністративний центр департаменту до 1998 р. носив назва Шалон-сюр-Марн. Однією з головних визначних пам'яток Марни вважається місто Реймс, де коронувалися французькі королі.